# Chrysodema revisa
Chrysodema revisa es una especie de escarabajo del género Chrysodema, familia Buprestidae. Fue descrita científicamente por Gemminger & Harold en 1869.